# Villa Crotta-De Manzoni
Villa Crotta-De Manzoni è una villa veneta situata ad Agordo, in provincia di Belluno, attorniata dalle Dolomiti della Conca Agordina.

## Storia

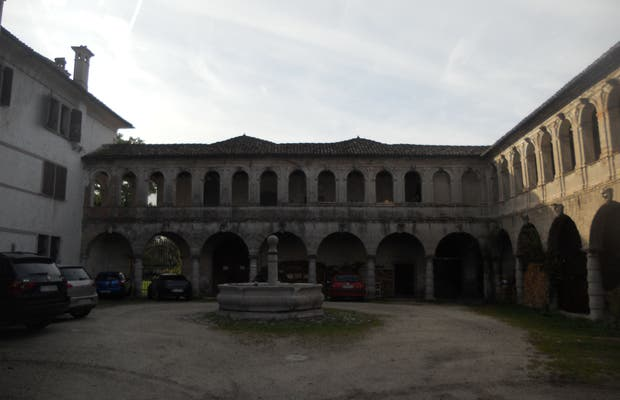
La corte interna

Vi sono notizie di una preesistente villa a partire dal 1365, in loco prima dell'attuale costruzione, dove erano presenti due diverse residenze, quella dei Pietriboni e quella dei Paragatta.
Acquistata sul finire del XVI secolo dalla famiglia lombarda dei Crotta, che era subentrata nella gestione della Miniere di Valle Imperina, l'edificio subisce numerosi cambiamenti ed evoluzioni strutturali nei due secoli successivi, assumendo l'attuale aspetto.
Verso la fine del XVIII secolo, Giuseppe Manzoni, originario di Ceneda e già amministratore del patrimonio Crotta nel vicino sobborgo di San Giacomo di Veglia, si trasferisce ad Agordo, diventando responsabile esclusivo dei beni di famiglia.
Con astuzia e abilità riesce a concludere importanti affari che gli permettono di accumulare ingenti risorse a svantaggio dei Crotta, le cui fortune stanno velocemente declinando. Così il palazzo passò in possesso della famiglia de' Manzoni (che prima del 1813 abitava ove si trovava la Pretura di Agordo e che ancora fino ad oggi abita in parte della villa Crotta-De Manzoni). Il figlio Giovanni Antonio, grande uomo di cultura e appassionato collezionista d'arte, accresce ulteriormente sia le sostanze del padre, ma anche il livello sociale della famiglia, chiamando a lavorare accanto a sé importanti artisti. Nel 1820 acquista anche la tenuta dei Patt di Sedico, che insieme alla villa di Agordo, diventano eleganti dimore di villeggiatura estiva e autunnale, da frequentare in alternativa alla città di Venezia, sua residenza principale. Giovanni Antonio è anche il primo artefice, insieme a don Vincenzo Pilonet, del rifacimento della chiesa arcidiaconale di Agordo, soprinteso dall'architetto Giuseppe Segusini. La presenza di quest'ultimo nel capoluogo di vallata, favorisce ulteriormente la collaborazione con la famiglia, che lo incarica di eseguire alcuni interventi; uno tra questi “modesto, se pur delicato” è la sistemazione del vano scala del corpo principale, che Segusini risolve con ingegnosità, illuminandolo con un lucernario e riproponendo una semplice ringhiera in ferro, soluzione già utilizzata nel palazzo Cappellari della Colomba di Belluno.
È proprio in questo ambiente che si concretizza la realizzazione della "Torresella" (nell'estremità meridionale del parco della villa de' Manzoni).
La costruzione in stile gotico moderno, “come soleva definire analoghe soluzioni lo stesso architetto”, è inserita in un contesto di giardino romantico, in cui gli elementi naturali e artificiali sono apparentemente celati nella Natura, in una visione d'insieme mai omogenea.
Il rustico si delinea così come un edificio su tre livelli, isolato e adibito a belvedere in cui ci si poteva intrattenere per il tè, per la musica, per il gioco e i passatempi o più semplicemente per conversare, circondati da un suggestivo panorama.
Costruito sulle fondamenta di una più antica torre di vedetta , l'edificio si appoggia su una ripida pendenza, che ne agevola l'ingresso a nord al primo piano, escludendone l'accesso dal retro al piano terra e al seminterrato, destinati perciò a locali di servizio.
Al livello nobile del primo piano, si accede direttamente dal giardino, attraverso un breve viale alberato che collega l'edificio al palazzo poco distante; all'interno, dopo aver superato una piccola anticamera, si entra nella più ampia sala, che si apre verso il paesaggio su tre lati.
Questo avviene grazie a quattro monofore, due per lato e a una triplice serie di quadrifore ad arco acuto a sesto inflesso, ripartite da colonne corinzie, che ricorda vagamente il loggiato del palazzo Ducale di Venezia.

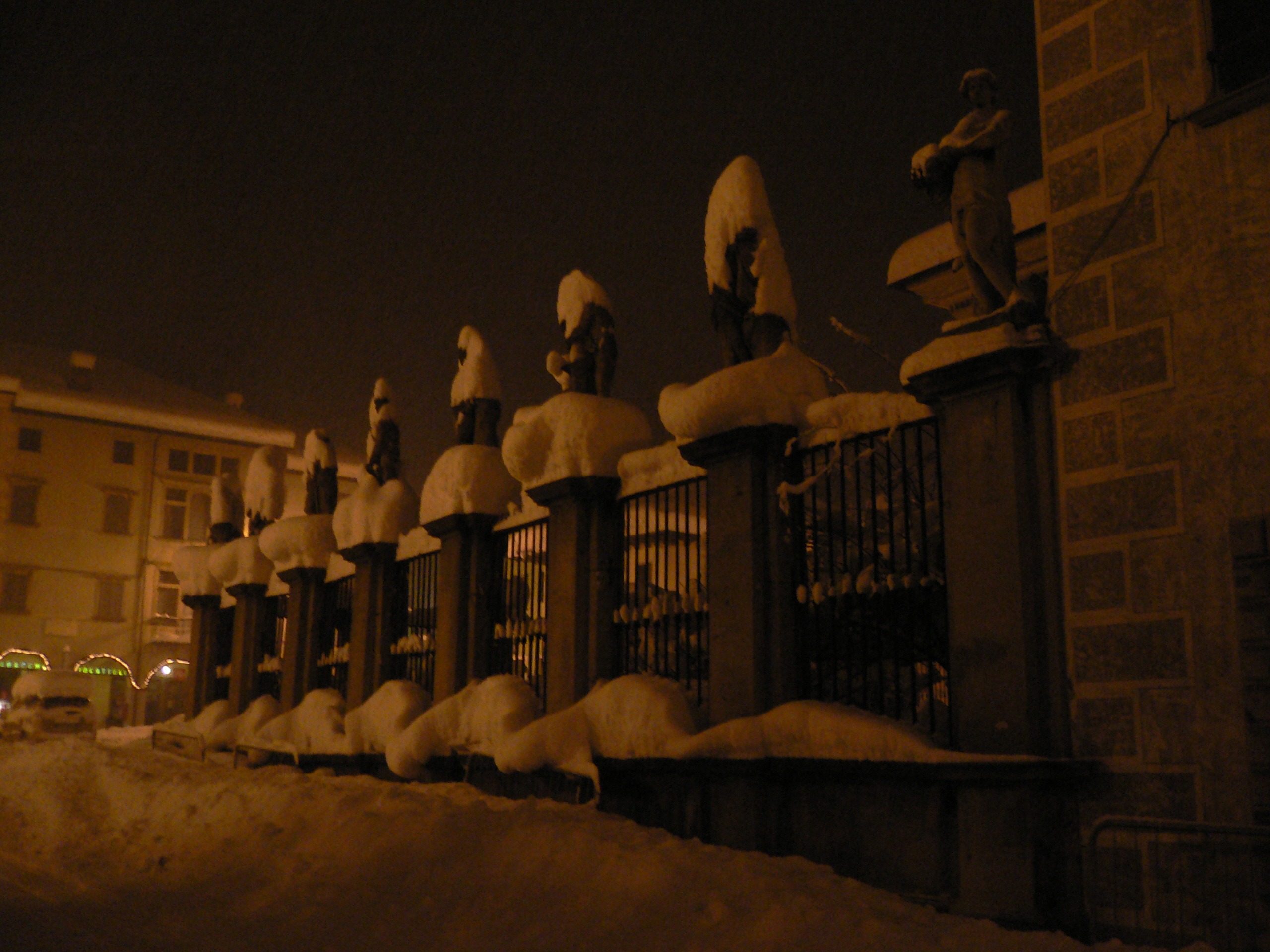
Particolare con i Pop o Mut dei Crota

## Curiosità
- La Torresella, inserita scenograficamente sul lato meridionale del parco, è parte del palazzo Crotta de' Manzoni, antico complesso architettonico costruito in fasi distinte, oggi in stato di restaurazione.
- Le antiche stalle della villa sono di proprietà del Cavalier Del Vecchio e sono l'unica parte dell'edificio ad essere più recentemente restaurata; esse ospitano il "Museo dell'Ottica" con la "Collezione Ottiche e Occhiali - Raccolta Rathschüler-Luxottica".